# Hugo Preller
Hugo Preller (* 1. Juni 1886 in Uftrungen, Kreis Sangerhausen, Deutsches Reich; † 15. März 1968 in Dornburg, DDR) war ein deutscher Historiker.

## Leben und Wirken

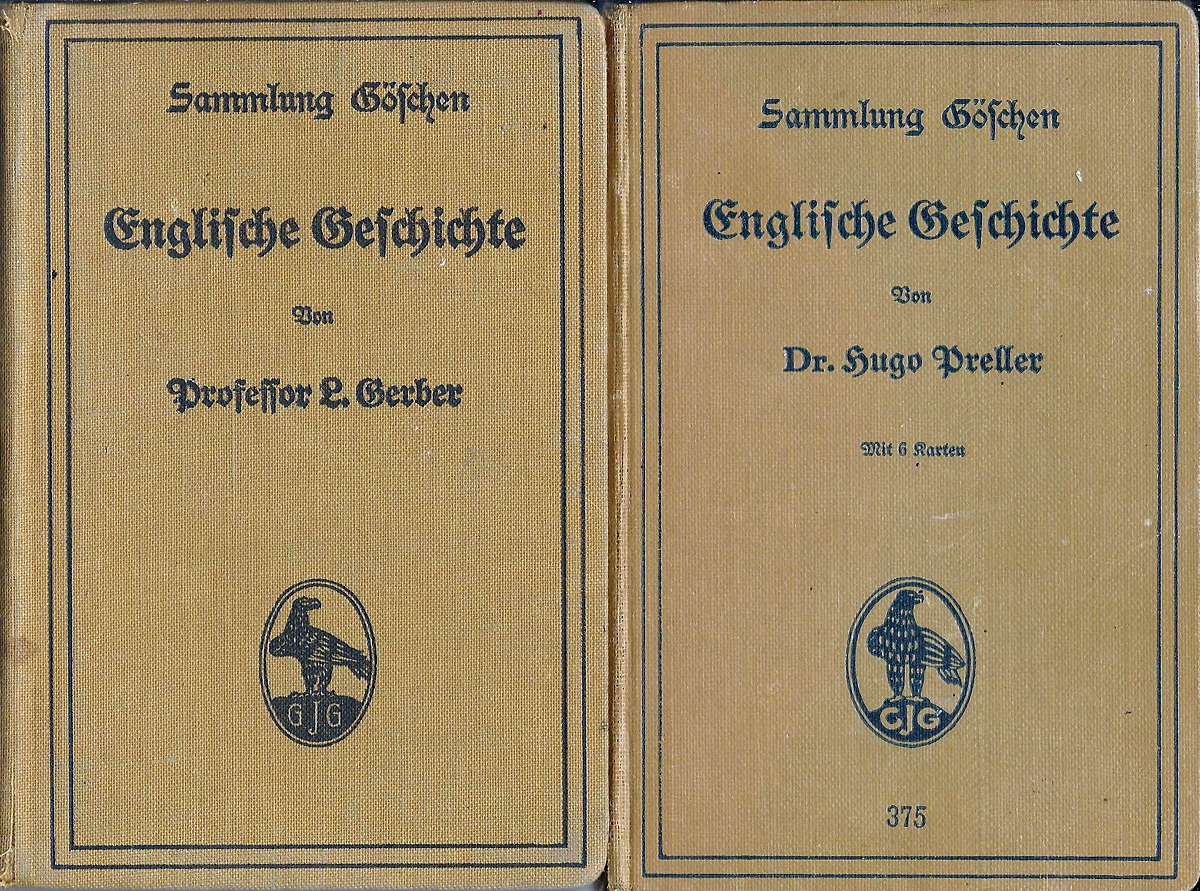
Eine von Hugo Prellers letzten Veröffentlichungen vor dem Berufsverbot war 1934 die Neuauflage des 1914 ursprünglich von Lambert Gerber herausgegebenen Bandes 375 der Sammlung Göschen über Englische Geschichte

Hugo Preller war Sohn eines Landpfarrers. Er studierte von 1906 bis 1910 Geschichte und Theologie in Bonn, Göttingen und Berlin, musste das Studium allerdings nach sechs Semestern wegen finanzieller Nöte mit dem Staatsexamen abschließen. Zum Kriegsdienst im Ersten Weltkrieg wurde er wegen eines angeborenen Hüftschadens nicht herangezogen.
Als Religionslehrer war er zunächst in Stralsund und dann in Gotha tätig. Er wurde 1923 promoviert in Bonn bei Fritz Kern mit einer Arbeit zur Weltpolitik im 19. Jahrhundert. Seit Mitte der 1920er Jahre veröffentlichte er zahlreiche Aufsätze und Besprechungen zu Themen der Außenpolitik und den internationalen Beziehungen. Durch Empfehlungen von Kern und Karl Brandi erhielt er an der Universität Jena neben seiner Schultätigkeit einen Lehrauftrag für Quellen- und Auslandskunde.
In Jena hatte er von 1927 bis 1939 einen Lehrauftrag für Auslandskunde, internationale Beziehungen und neueste Geschichte inne. Eine Ernennung zum Honorarprofessor scheiterte 1934 am Widerspruch der NSDAP. 1935 scheint über Preller ein Publikationsverbot verhängt worden zu sein. Er wurde von der Gestapo von Ende 1943 bis 1944 inhaftiert. Im Januar 1946 wurde ihm ein Lehrauftrag für Auslandskunde erteilt. Im Sommer 1946 wurde er Honorarprofessor und war ab 1948 als Lehrstuhlinhaber für Historische Staatenkunde und Neueste Geschichte bis zu seiner Emeritierung 1952 tätig.

## Schriften
- Das Altertum, seine staatliche und geistige Entwicklung und deren Nachwirkungen. Teubner, Leipzig 1920.
- Weltgeschichtliche Entwicklungslinien vom 19. zum 20. Jahrhunderten in Kultur und Politik. Teubner, Leipzig 1922.
- Die Weltpolitik des 19. Jahrhunderts. E. S. Mittler & Sohn, Berlin 1923 [Ausgabe 1922].
- Salisbury und die türkische Frage im Jahre 1895. W. Kohlhammer, Stuttgart 1930.
- Die Geschichte der Nachkriegszeit und ihre Behandlung im Geschichtsunterricht an höheren Schulen. Teubner, Leipzig 1931.
- Englische Geschichte. De, Gruyter, Berlin 1934.
- Englands Weltpolitik als Gleichgewichtspolitik (ca. 1815 bis heute). De Gruyter, Berlin 1935.
- Geschichte der Historiographie unseres Kulturkreises. Teil 1. Das Altertum bis 330 vor Ztw. Die hellenistische Zeit (330 vor bis 330 nach Ztw.). Scientia Verlag, Aalen 1967.